# Castellano del Castello Sforzesco di Milano

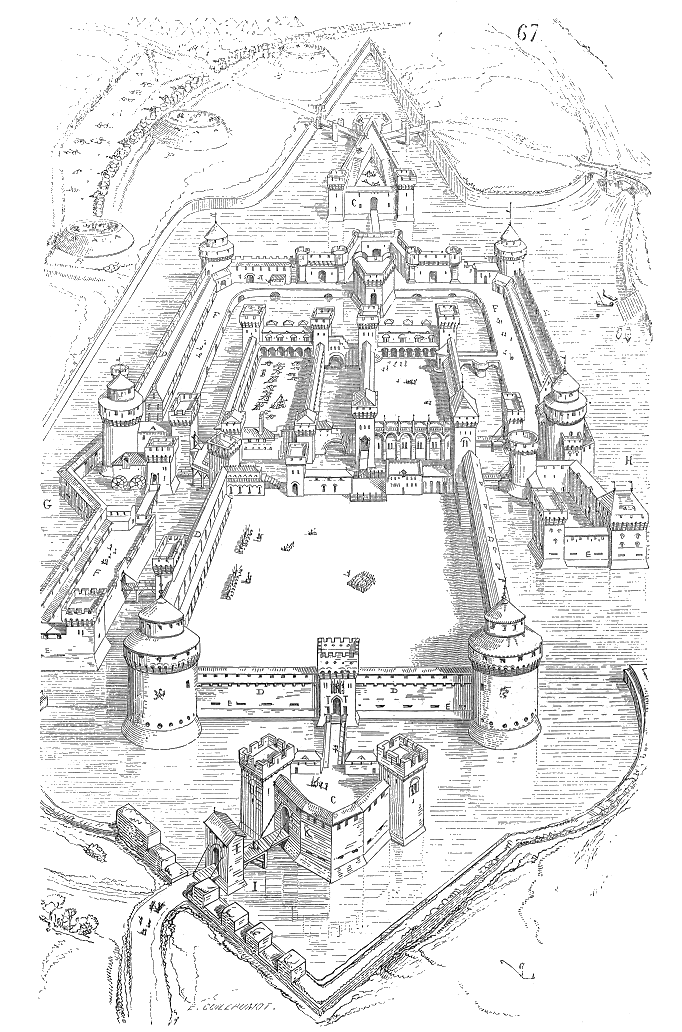
Il Castello Sforzesco di Milano, residenza del castellano, in un'incisione che lo ritrae com'era a fine Cinquecento.

Il ruolo di Castellano del Castello Sforzesco di Milano era anticamente il più importante ruolo militare nel Ducato di Milano e nella città di Milano stessa.

## Storia
Il ruolo del castellano come governatore del castello ducale in Milano era già in uso dal XV secolo presso gli Sforza. Egli era il responsabile della difesa del castello di Milano nonché comandante generale della guarnigione acquartierata nel castello di Milano. Tra gli altri privilegi di cui egli godeva vi era l'ammissione al Consiglio Segreto ducale e in caso di assenza del Governatore del ducato ne assumeva le funzioni.
Il termine "castellano" entrò in uso sistematico ad ogni modo da quando, passato sotto il dominio spagnolo, il Castello Sforzesco venne utilizzato prevalentemente come piazzaforte militare e non più come residenza signorile. Mentre dal 1535 il Governatore Antonio de Leyva procedeva ai lavori necessari a rendere il castello una vera fortezza (la costruzione dei famosi Bastioni spagnoli poi abbattuti alla fine del XIX secolo). Con l'istituzione di un governatorato civile, ad ogni modo, il Governatore non poteva più adeguatamente gestire anche l'aspetto militare dell'amministrazione, ancor più in quanto la guarnigione spagnola a Milano constava di un numero variabile da 1000 a 3000 uomini e come tale si distingueva come una delle più grandi d'Europa.
Il ruolo di castellano venne mantenuto anche dopo che Milano passò all'Austria sebbene esso fosse perlopiù onorifico in quanto il castello divenne sede della polizia cittadina e come tale esso perse il valore di vera piazza d'arme strategica per la difesa di Milano. L'incarico venne definitivamente abolito dall'imperatrice Maria Teresa d'Austria nel 1754.
L'incarico venne sempre ricoperto da militari in carriera appartenenti alla nobiltà.

## Elenco dei castellani del Castello Sforzesco di Milano

### Castellani nel periodo visconteo e sforzesco (sino al 1535)
- 1401 - 1407: Raffaele Gerardengo
- 30 luglio 1407 - 1432: Vincenzo Marliani e Cristoforo della Strada[1]
- 1432 - 1447: Antonio Serego (da Saratico)[2]
- 1447 - 1451: castello visconteo distrutto dai milanesi sotto l'Aurea Repubblica Ambrosiana; Francesco Sforza nel 1450 ordina di realizzare l'attuale Castello Sforzesco
- 1 giugno 1452 - 1465: Foschino Attendolo[3][4] e Marco Attendolo[5] e
- 1466 - 1489: Filippo Eustachi
- 12 gennaio 1495 - 13 settembre 1499: Bernardino da Corte[6]
- ? - 14 aprile 1523: Monsieur de Tarbes[7]
- 14 aprile 1523 - 1525: Girolamo Morone[8]
- ottobre 1525 - aprile 1526: Giovanni Angelo Gallarati[9]
- fine agosto 1526 - ?: nobile francese ignoto[10]
- 1534 - 1535: Massimiliano Stampa

### Castellani nel periodo spagnolo (1535-1706)
- 1535 - 1546: Álvaro de Luna y Bobadilla
- 1547 - 1556: Juan Martínez de Luna[11]
- 1556 - 1557: Juan de Toledo y Figueroa
- 1557 - 1565: Alonso Pimentel
- 1565 - 1568: Enrique Enríquez Manrique
- 1569 - 1573: Alvaro de Sande y Paredes de Ulloa
- 1574 - 1580: Sancho de Guevara y Padilla[12]
- 1580 - 1586: Bartolomé de Palomeque (luogotenente castellano)
- 1586 - 1590: Fernando de Silva Ayala y Monroy
- 1590 - 1594: Pedro de Padilla y Meneses
- 1595 - 1606: José de Acuña y Niño de Castro
- 1606 - 1612: Diego de Pimentel y Enríquez de Guzman
- 1612 - 1617: Sancho de Luna y Rojas
- 1617 - 1618: Alonso de Idiáquez de Butrón y Múgica[13]
- 1618 - 1630: Francisco de Padilla y Gaitán
- 1631 - 1633: Garcia Bravo de Acuña
- 1634 - 1635: Carlos Coloma de Saa[14]
- 1636 - 1647: Fadrique Enríquez y Luján[15]
- 1648 - 1659: Juan Vázquez de Coronado y Mendoza
- 1660 - 1661: Juan María de Borja y Aragón
- 1661 - 1676: Baltasar Mercader y Carroz[16]
- 1677 - 1694: Luis Ferrer de Próxita Aragón y Apiano
- 1694 - 1702: Fernando González de Valdés[17]
- 1702 - 1706: Juan Antonio Pimentel de Prado y Olazábal[18]

### Castellani nel periodo austriaco (1706-1754)
- 1707 - 1719: Francisco Colmenero y Gattinara[19]
- 1727 - 1733: Annibale Visconti
  - Interregno sabaudo
- 1737 - 1745: Annibale Visconti
- 1750 - 1753: Giovanni Luca Pallavicini